# زاريا بالتي
نادي زاريا بالتي لكرة القدم (Football Club Zaria Bălți) هو نادي كرة قدم مولدوفي، تأسس سنة 1984.